# Hyanthidas
Hyanthidas (altgriechisch Ὑανθίδας Hyanthídas), der Sohn des Propodas, war in der griechischen Mythologie ein König von Korinth.
Er bestieg zusammen mit seinem Bruder Doridas nach seinem Vater den Thron von Korinth. Aletes, der Sohn des Hippotes, führte die Dorer gegen die Stadt, eroberte sie und vertrieb die Einwohner. Doridas und Hyanthidas mussten ihm die Herrschaft überlassen, blieben aber in Korinth.